# ماكنزي بروك سميث
ماكنزي بروك سميث (بالإنجليزية: Mackenzie Smith)‏ هي عارضة وممثلة أمريكية، ولدت في 6 فبراير 2001 في الولايات المتحدة. بدأت مشوارها المهني سنة 2006.

## أعمال

### أفلام
- (2015) عائلة فانج

### مسلسلات
- بوشنغ ديزيز[2]
- ذا ميدل
- ربات بيوت يائسات
- عقول إجرامية

## وصلات خارجية
- ماكنزي بروك سميث على موقع IMDb (الإنجليزية)
- ماكنزي بروك سميث على موقع قاعدة بيانات الأفلام العربية
- ماكنزي بروك سميث على موقع ألو سيني (الفرنسية)
- ماكنزي بروك سميث على موقع أول موفي (الإنجليزية)
- ماكنزي بروك سميث على موقع قاعدة بيانات الفيلم (الإنجليزية)
- ماكنزي بروك سميث على موقع كينوبويسك (الروسية)